# چرخند یانوس
چرخند یانوس (انگلیسی: Cyclone Ianos) یک توفند مدیترانه‌ای است که از ۱۴ تا ۲۰ سپتامبر ۲۰۲۰ رخ داد و در مسیر خود یونان را درنوردید و لیبی، ایتالیا، مالت و کرت را تحت تأثیر قرار داد و در مجموع ۴ کشته و ۱ زخمی برجا نهاد.

## تاریخ هواشناسی

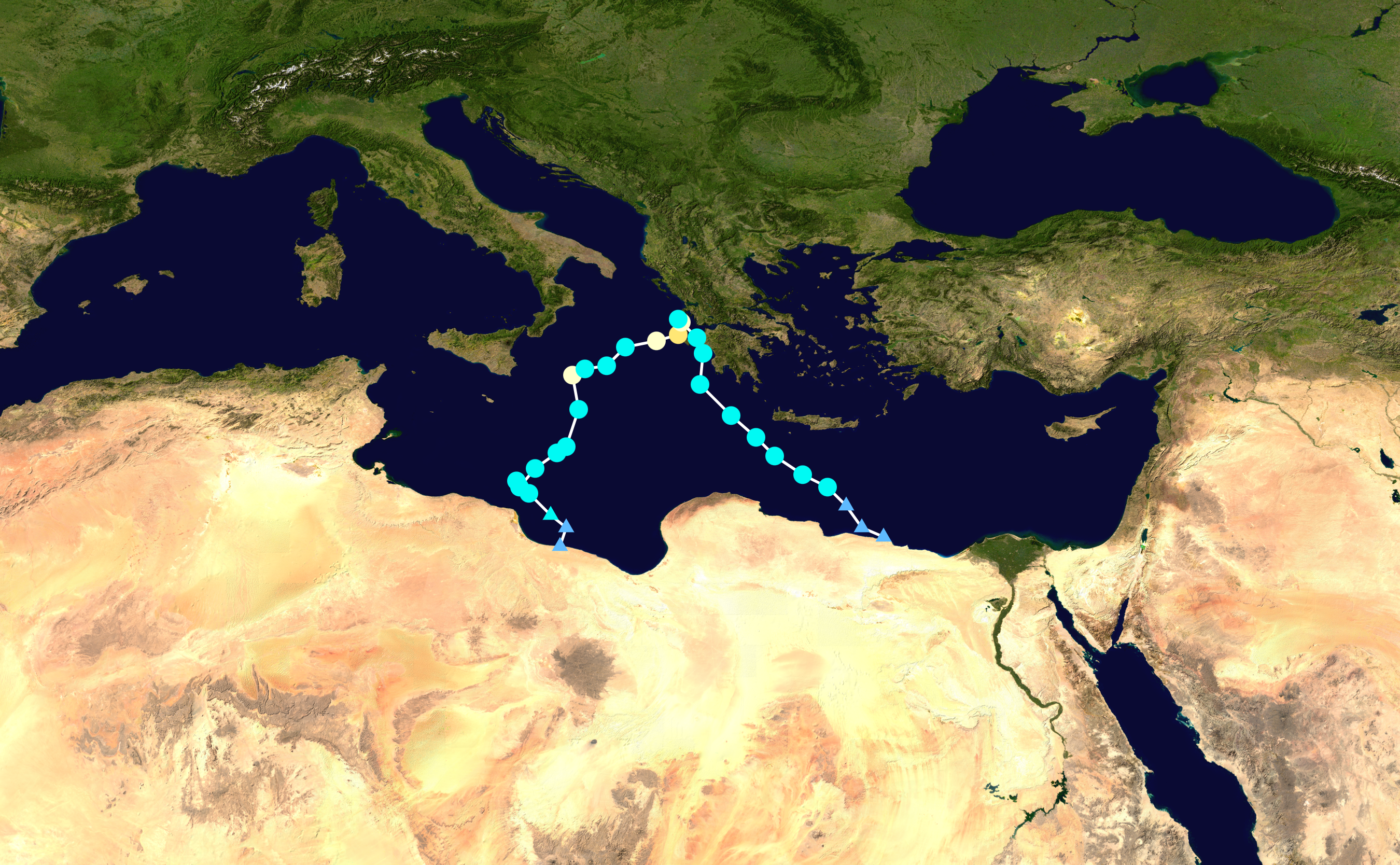
مسیر چرخند یانوس

در ۱۴ سپتامبر، یک منطقه با فشار کم در خلیج سیدرا آغاز به توسعه کرد، و با تشکیل یک هستهٔ گرم در سطح، شروع به چرخهٔ حارهٔ گرمسیری می‌کند. طوفان در ساعات بعدی به سرعت توسعه یافت، در حالی که به آرامی به سمت شمال غربی حرکت می‌کرد و سرعت باد آن در حدود ۵۰ کیلومتر در ساعت بود (۳۱ مایل در ساعت). تا ۱۵ سپتامبر، تا شدت ۶۵ کیلومتر در ساعت، با حداقل فشار ۱۰۱۰ میلی بار شدت یافته بود. حتی پیش‌بینی می‌شد طی روزهای آینده شدت بیشتری یابد. طوفان به دلیل داشتن دمای گرم ۲۷ تا ۲۸ درجهٔ سانتی‌گراد (۸۱ تا ۸۲ درجهٔ فارنهایت) در منطقه، پتانسیل زیادی برای گرمسیری شدن در طی چند روز آینده داشت. مدل‌های هواشناسی پیش‌بینی می‌کردند که احتمالاً در سواحل غربی یونان در ۱۷ یا ۱۸ سپتامبر رخ دهد. یانوس به تدریج بر فراز دریای مدیترانه شدت گرفت و یک ویژگی چشم مانند پیدا کرد. یانوس در اوج شدت در یونان در ساعت ۳ به وقت گرینویچ در ۱۸ سپتامبر فرود آمد، و اوج باد در نزدیکی ۶۵ گره (۱۲۰ کیلومتر در ساعت، ۷۵ مایل در ساعت) و حداقل فشار مرکزی برآورد شده در ۹۹۵ میلی بار، معادل حداقل طوفان ردهٔ ۱ است.
دمای گرم‌تر سطح دریا در دریای مدیترانه می‌تواند باعث شود طوفان‌ها از نظر ظاهری و استوایی بیشتر، سرعت باد را افزایش دهند و طوفان‌ها را شدیدتر کنند. یک مطالعه در سال ۲۰۱۷ در تغییرات جهانی و سیاره‌ای به رهبری راکول رومرا که مجموعهٔ بزرگی از پیش‌بینی‌های مدل آب و هوای منطقه‌ای را بررسی کرد، نشان داد که توقندها به دلیل تغییرات آب و هوایی به تدریج قوی‌تر و قوی‌تر می‌شوند.

## تأثیرات
با عبور یانوس به جنوب ایتالیا در ۱۶ سپتامبر، در نقاط جنوبی کشور و در سیسیل باران شدید ایجاد کرد. در رجیو کالابریا حدود ۳۵ میلی‌متر (۱٫۳۸ اینچ) باران گزارش شده است که بیشتر از میزان بارش ماهانهٔ شهر است.
سازمان ملی هواشناسی یونان هشدارهای قرمز، بالاترین سطح هشدارها را برای هشدار دادن به مردم از طوفان هنگام نزدیک شدن به یونان صادر کرد. درختان سرنگون شده و قطعی برق در کفالونیا گزارش شده و از ساکنان خواسته شده تا در خانه بمانند. وزش باد در کفالونیا و زاکینتوس به سرعت ۱۱۱ کیلومتر در ساعت (۶۹ مایل در ساعت) رسید. وقتی یانوس در قسمت غربی یونان متوقف شد، باعث جاری شدن سیل و رانش زمین شد. حداکثر میزان رسمی بارندگی ثبت شده ۱۴۲ میلی‌متر بود (۶ اینچ)، اگرچه ادعا می‌شود که مقدار دقیق پیک باران بسیار بیشتر از آن است. ایانوس سه نفر را کشته و دو نفر را مفقود کرد. در ۱۹ سپتامبر، یک مرد در مزرعهٔ خود در شمال آتن مرده پیدا شد، در حالی که جسد یک زن از خانه‌اش که در زیر آب قرار گرفته بود در یک شهر مجاور بازیابی شد. در ۲۰ سپتامبر، جسد یک کشاورز ۶۲ ساله در زیر سقف فروریختهٔ خانه‌اش در روستایی در شمال آتن پیدا شد. به علاوه، یک زن ۴۳ ساله پس از اعلام گم شدن در ۲۰ سپتامبر، در ۲۴ سپتامبر مرده پیدا شد. این زن چندین مایل با ماشین خود در اثر جاری شدن سیلاب جاروب شد. بیش از ۵٬۰۰۰ خانه آسیب دیدند. افزون بر جزر و مد شدید در جزایر ایونی مانند کفالونیا، زاکینتوس، ایتاکا و لفکادا، و وزش باد ۱۲۰ کیلومتر در ساعت (۷۵ مایل در ساعت) در کاردیتسا که درختان و خطوط برق را پایین آورده و باعث رانش زمین می‌شود. یک پل نیز در کاردیتسا، یکی از مناطق آسیب دیده، فرو ریخت. در سراسر کشور، بیش از ۶۰۰ نفر توسط سازمان ملی آتش‌نشانی نجات یافتند. محصول پنبهٔ یونان آماده برداشت بود، که قرار بود درست همزمان با طوفان آغاز شود. با این حال، یانوس احتمالاً باعث جاری شدن سیل و خسارات قابل ملاحظهٔ محصول در مناطق شدید باران، به ویژه در تسالی شد.

## پیامدها
نخست‌وزیر یونان کیریاکوس میتسوتاکیس متعهد شد که «تمام مناطق آسیب‌دیده از پشتیبانی فوری برخوردار خواهند شد». وی سه مقام ارشد را به منطقهٔ آسیب‌دیده مرکز اعزام کرد. در ۲۲ سپتامبر، نخست‌وزیر میتسوتاکیس از منطقهٔ کاردیتسا، یکی از مناطق آسیب‌دیده بازدید کرد. ۵٬۰۰۰ تا ۸٬۰۰۰ یورو به هر خانوار و مشاغل در کاردیتسا و موزاکی داده شد.